# 193 (число)
Вижте пояснителната страница за други значения на 193.
193 (сто деветдесет и три) е просто, естествено, цяло число, следващо 192 и предхождащо 194.
Сто деветдесет и три с арабски цифри се записва „193“, а с римски цифри – „CXCIII“. 193 е на 44-то място в реда на простите числа (след 191 и преди 197). Числото 193 е съставено от три цифри от позиционните бройни системи – 1 (едно), 9 (девет), 3 (три).

## Общи сведения
- 193 е нечетно число.
- 193-тият ден от годината е 12 юли.
- 193 е година от Новата ера.